# ماریو مارکجیانی
ماریو مارکجیانی (انگلیسی: Mario Marchegiani؛ زادهٔ ۲۷ نوامبر ۱۹۱۷) بازیکن فوتبال اهل ایتالیا است.
از باشگاه‌هایی که در آن بازی کرده‌است می‌توان به باشگاه فوتبال فروزینونه و باشگاه فوتبال آ.اس. رم اشاره کرد.